# Ramón Acín
Ramón Acín, właśc. Ramón Acín Aquilué (ur. 30 sierpnia 1888 w Huesca, zm. 6 sierpnia 1936 tamże) – hiszpański nauczyciel, pisarz, artysta awangardowy oraz działacz anarchosyndykalistyczny. Zamordowany przez siły faszystowskie w czasie hiszpańskiej wojny domowej.

## Życiorys
Acin urodził się w 1888 w Huesca w Aragonii. W młodości studiował chemię na uniwersytecie w Saragossie, który ukończył w 1907.
W latach późniejszych Acin związał się z Krajową Konfederacją Pracy, anarchosyndykalistyczną centralą związków zawodnych, a także rozpoczął karierę artysty oraz pisarza. Acin przyjaźnił się z Luisem Buñuelem, był także współtwórcą filmu Las Hurdes: Tierra Sin Pan ("Ziemia bez chleba").
Po rozpoczęciu się hiszpańskiej wojny domowej poparł stronę republikańską. Po oblężeniu Huesca przez nacjonalistów zmuszony został do ukrycia się. 6 sierpnia 1936 wyszedł z ukrycia i został złapany przez siły faszystowskie, a następnie zamordowany. Jego żona Conchita została zamordowana siedemnaście dni później wraz ze stu republikańskimi żołnierzami.